# Kjenndalsbræen
Kjenndalsbræen er en gletsjer som er en udløber af Jostedalsbræen nord for Høgste Breakulen, i Stryn kommune i Sogn og Fjordane fylke i Norge. Fra Loen går der bilvej gennem Lodalen og Kjenndalen næsten helt frem til gletsjeren.